# Інститут марксизму-ленінізму
Інститу́т маркси́зму-леніні́зму (ІМЛ) — центральна партійна науково-дослідна установа при ЦК КПРС.
Завданнями інституту були:
- збір та зберігання документів К.Маркса, Ф.Енгельса, В. І. Леніна, матеріалів про їхнє життя та діяльність.
- підготовка до видання їхніх праць і біографій;
- збір та зберігання документів про діячів партії;
- збір та видання матеріалів і документів з історії КПРС;
- підготовка до видання монографій і збірників з марксистсько-ленінської теорії, з історії КПРС, партбудівництва, наукового комунізму, історії міжнародного комуністичного руху.

У різний час в інституті були відділи:
- творів К.Маркса і Ф.Енгельса, В. І. Леніна;
- історії КПРС
- партбудівництва;
- наукового комунізму;
- історії міжнародного комуністичного руху;
- філій та координації науково-дослідної роботи;
- Центральний партійний архів (ЦПА ІМЛ);
- бібліотека;
- Музей К.Маркса і Ф.Енгельса (з 1962).

З 1957 року інститут відповідав за видання журналу «Вопросы истории КПСС».